# Michael Allenby (3e vicomte Allenby)
Pour les articles homonymes, voir Allenby.
 (septembre 2020).
Michael Jaffray Hynman Allenby, 3e vicomte Allenby de Megiddo (20 avril 1931 - 3 octobre 2014)  est un homme politique britannique et un pair héréditaire. 

## Jeunesse
Il est le petit-neveu d'Edmund Allenby, 1er vicomte Allenby, célèbre commandant pendant la seconde guerre des Boers et la Première Guerre mondiale. 
Il est le seul enfant de Dudley Allenby, 2e vicomte Allenby, et de sa première épouse, Gertrude Mary Lethbridge (née Champneys) Allenby (décédée en 1988). 
Il fréquente le Collège d'Eton et l'Académie royale militaire de Sandhurst. Il est nommé lieutenant dans le 11th Hussars (plus tard le Royal Hussars), qui est stationné en Malaisie entre 1953 et 1956. Il sert ensuite comme aide de camp du gouverneur de Chypre (1957–1958), major de brigade de la 51e brigade à Hong Kong (1967–1969) et comme commandant de l'armée territoriale royale Yeomanry (1974–1977). 

## Carrière politique
Après avoir hérité du titre en 1984, Lord Allenby est vice-président de la Chambre des lords de 1993 à 1999. Ayant perdu son droit automatique à un siège en vertu de la House of Lords Act 1999, il est élu pour rester. 
Il est également un patron de la Fédération britannique-israélienne-mondiale, et il a aidé pour des fouilles à Megiddo.

## Vie privée
Il épouse Sara Margaret Wiggin en 1965, fille du lieutenant-colonel Peter Milner Wiggin et de Margaret Frances Livingstone-Learmonth. Ils ont un fils, Henry Jaffnay Hynman Allenby, qui devient 4e vicomte en 2014. 
Allenby a un intérêt de longue date pour le bien-être animal, en particulier le bien-être équestre, et est le patron de la Ligue internationale pour la protection des chevaux. 